# Zafer Önen
Zafer Onen (ur. 1 stycznia 1921 w Çorum, zm. 13 grudnia 2013 w Stambule) – turecki aktor filmowy i telewizyjny.

## Filmografia
film
- 1950: Lukus hayat
- 1963: Hop dedik
- 1969: Atesli cingene jako Esref
- 1973: Vurgun jako Meyhaneci
- 1984: Hayros

seriale
- 1980: Sizin dersane
- 1994: Bay Kamber
- 2002: Tatli hayat jako Altan
- 2004: Ruhun duymaz jako Efruz Dede